# Daniella Campos
Daniella Andrea Campos Lathrop (29 de septiembre de 1976)es una exmodelo, ex Miss Mundo Chile y periodista chilena. 

## Vida pública
En 1998 participó en el certamen Miss Chile para Miss Mundo siendo escogida por el público con una votación telefónica superior a 1 millón de votos, seguida por Macarena Ramis con cerca de 200 mil votos. En el concurso Miss Mundo fue una de las 10 semifinalista y obtuvo el título de Reina de las Américas, convirtiéndose en la representante chilena que más lejos ha llegado en ese concurso. Sólo otras dos chilenas han clasificado, Margarita Téllez (1967) e Isabel Bawlitza (2000), quienes lograron ser semifinalistas.
Daniella es también conocida por haber sido pareja del futbolista Iván Zamorano, cuya relación la catapultó a la fama. Ella, al igual que su hermana gemela Denisse Campos, ha protagonizado diversos escándalos y polémicas, con los cuales ha logrado hacer noticia y mantenerse en los medios de farándula chilenos.
En 2007 se integró como concursante del programa Locos por el baile, de Canal 13. Entre diciembre de 2006 y marzo de 2008 integró el panel del programa SQP, de Chilevisión. En abril de 2008 estrenó el café concert "A lo hecho pecho" junto a su excompañero en SQP, Roberto Dueñas. En el espectáculo realizado en un pub de Santiago, Campos y Dueñas se burlan de algunos personajes de la farándula chilena.
Sufre de la enfermedad de Graves (hipertiroidismo).

## Participación en el concurso Miss Mundo 1998

### Reinas Continentales de Belleza
La siguiente es una tabla de las Reinas Continentales de Belleza ganadoras en el año 1998.
| Año  | América               | África                      | Asia-Pacífico             | Caribe                        | Europa               |
| ---- | --------------------- | --------------------------- | ------------------------- | ----------------------------- | -------------------- |
| 1998 | Daniella Campos Chile | Kerishnie Naicker Sudáfrica | Lina Teoh Pik Lim Malasia | Christine Reneé Straw Jamaica | Linor Abargil Israel |

Nota: La ganadora del título de Miss Mundo 1998 fue Miss Israel, Linor Abargil, seguida por Véronique Caloc, Miss Francia (1era Finalista) y Miss Malasia, Lina Teoh Pik Lim (2.ª Finalista).

## Posesión del título
| Predecesor: Paulina Mladinic | Miss Mundo Chile 1998      | Sucesor: Lissette Sierra   |
| Predecesor: Sallie Toussaint | Reina de las Américas 1998 | Sucesor: Martina Thorogood |